# 柳別什卡河 (德涅斯特河支流)

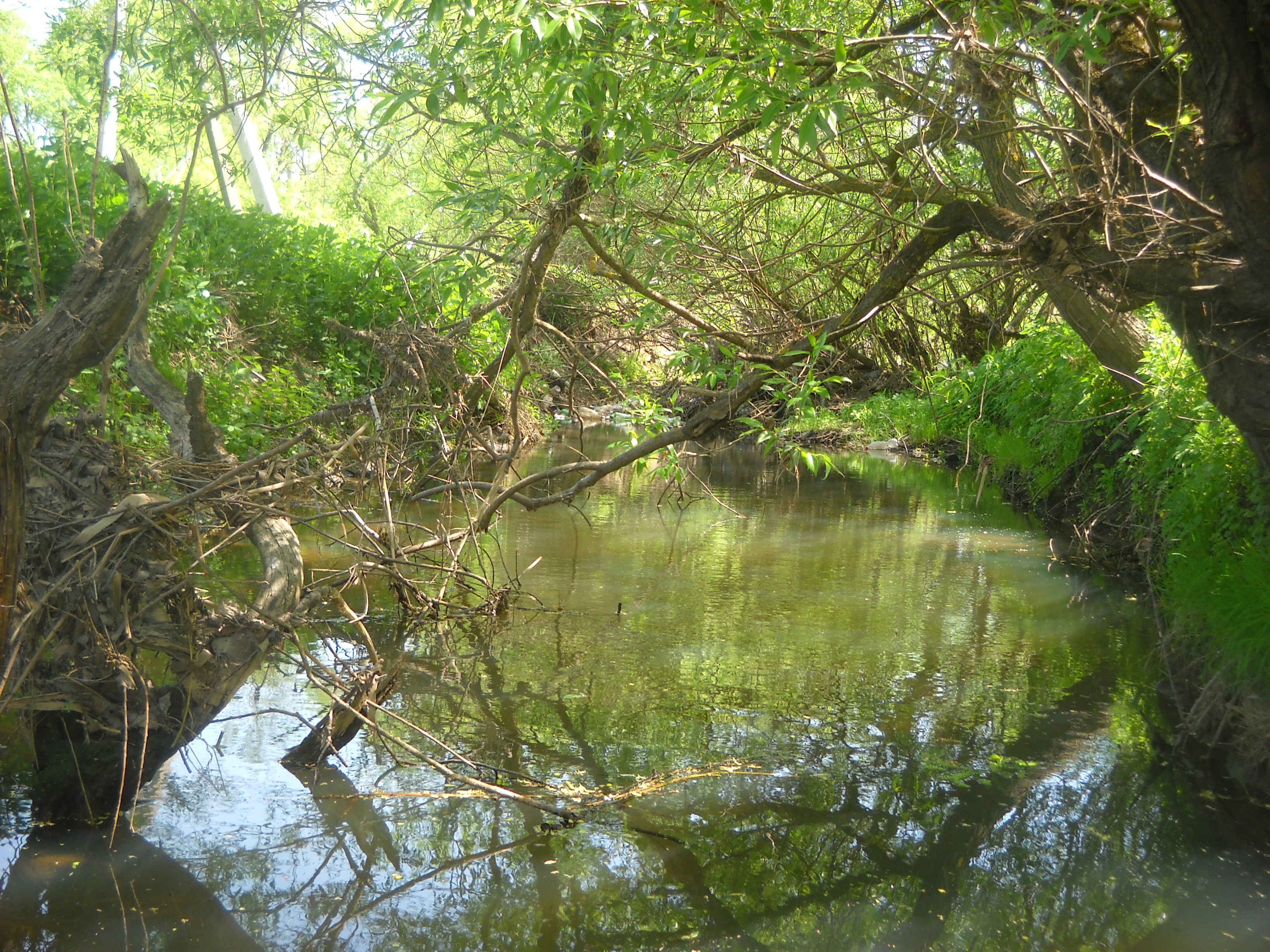

柳別什卡河（烏克蘭語：Любешка），是烏克蘭西部的河流，屬於德涅斯特河的支流。該河發源自達沙瓦以南，流經利維夫州的斯特雷區，河流全長22公里，流域面積52平方公里。